# Protomunda florida
Protomunda florida är en insektsart som beskrevs av Andrej Vasiljevitj Gorochov 2007. Protomunda florida ingår i släktet Protomunda och familjen syrsor. Inga underarter finns listade i Catalogue of Life.